# Handicap (golf)
Handicap w golfie amatorskim (HCP) to wyrównanie szans, polegające na dodaniu określonej liczby uderzeń (liczba całkowita) w rozgrywce, wynikających z parametrów pola oraz handicapu dokładnego gracza (podawanego z dokładnością do 0,1). 
Dodatkowe uderzenia rozkłada się kolejno, począwszy od najtrudniejszych dołków, które oznaczone na karcie wyników (Score Card) pola w pozycji HCP. Przy obliczaniu handicapu gry uwzględnia się kolor tee, z którego rozpoczynamy poszczególne dołki. Parametry pola są kalibrowane dla każdego koloru tee (różne dystanse do greenu). Handicap gry wyznaczamy ze wzoru:
HCP dokł. x SR pola / 113 + (CR pola - PAR pola) dla poszczególnych (kolorów) tee
gdzie:
CR - (Course Rating) wyraża stopień trudności gry na danym polu
SR - (Slope Rating) określa względną trudność gry na polu dla graczy o HCP>0, w stosunku do klasyfikacji pola
W Polsce zgodnie z regulacjami EGA przyjęto maksymalny handicap dokładny równy 54,0 zarówno dla kobiet jak i dla mężczyzn (HCP 54).